# Mario Scanu
Mario Scanu (Luras, 1910 – Tempio Pausania, 1º gennaio 1987) è stato un cantante italiano, è stato un esponente del canto sardo a chitarra, della prima generazione.
Mario Scanu iniziò a cantare da giovanissimo con il fratello Giovanni che era un ottimo chitarrista e compositore. Nonostante la giovane età, Mario era stato notato da Candida Mara che, da quel momento, lo incoraggiò a proseguire nello studio del canto sardo per il perseguimento di una propria personalità vocale. Mario esordì nel 1935, di fronte al pubblico del suo paese, insieme a Maria Rosa Punzirudu, Giovanni Bainzu Degortes e Paolo Deriu. Divenne grande amico e sodale di Luigino Cossu con il quale spesso si esibiva in coppia.
Negli anni sessanta Scanu accompagnato dal fratello Giovanni registrò diversi dischi per la casa discografica Nuraghe di Mario Cervo.